# John Rothenstein
Sir John Knewstub Maurice Rothenstein CBE (* 11. Juli 1901 in London; † 27. Februar 1992 ebenda) war ein britischer Kunsthistoriker und langjähriger Direktor der Tate Gallery.

## Biografie
Der Sohn des Malers, Zeichners und Grafikers William Rothenstein und Bruder des Grafikers Sir William Michael Francis Rothenstein absolvierte nach dem Schulbesuch ein Studium am Worcester College der University of Oxford sowie am University College London. Nach Beendigung des Studiums und seiner Konversion vom Judentum zur römisch-katholischen Kirche ging er in die Vereinigten Staaten, wo er von 1927 bis 1929 als Lehrer tätig war. Nach seiner Rückkehr nach Großbritannien erwarb er 1931 einen Doktorgrad in Geschichte mit einer Dissertation zum Thema Nineteenth-Century Painting: a Study in Conflict. Danach wurde er 1932 Direktor der Städtischen Kunstgalerien von Leeds und Sheffield.
Im Anschluss wurde er als Nachfolger von James Bolivar Manson 1938 Direktor der Tate Gallery und hat diese Position mehr als ein Vierteljahrhundert bis zu seiner Ablösung durch Norman Reid 1964 inne. In dieser Funktion wurde er in den 1950er Jahren von dem Kunsthistoriker, Kunstkritiker und Kunstsammler Douglas Cooper wegen seiner mangelnden Unterstützung der Modernen Kunst angegriffen, woraufhin Rothenstein ihn, aufs äußerste gereizt, auf einer Party mit einem Faustschlag zu Boden streckte. Cooper versuchte jedoch vergeblich, ihn aus dem Amt zu treiben.
1952 wurde er als Knight Bachelor geadelt.
Nach Beendigung seiner Tätigkeit in der Tate Gallery wurde er 1964 Nachfolger von Charles Percy Snow als Rektor der University of St. Andrews. 1967 wurde er in dieser Funktion von Learie Constantine abgelöst.
Danach war er Gastprofessor an der Fordham University von 1967 bis 1968, dem Agnes Scott College in Atlanta von 1969 bis 1970 sowie dem Brooklyn College von 1971 bis 1972. Zuletzt lehrte er als Gastprofessor Kunstgeschichte an der University of California, Irvine (UCI) im Jahr 1973. Daneben war er 1969 Berater der englisch-amerikanischen Sovereign-American Arts Corporation.
Zu seinen zahlreichen kunsthistorischen Veröffentlichungen zählen:
- The Portrait Drawings of William Rothenstein, 1926
- First Nudes Eric Gill, 1927[4]
- Modern English Painters (1952 bis 1973)[5]
- British Art Since 1900: an Anthology (1962)
- A Brief History of the Tate Gallery: with a Selection of Paintings and Sculpture (1964)
- An introduction to English painting (1965)[6]
- A pot of paint; the artists of the 1890's, 1970[7].

Seine Autobiografie erschien in drei Bänden unter den Titeln Summer's Lease:  Being Volume One of an Autobiography (1965), Brave Day, Hideous Night:  Autobiography, 1939–1965 (1966) und Time's Thievish Progress: Autobiography (1970).